# Campionato mondiale di hockey su prato femminile 2026
L'edizione del 2026 della Coppa del Mondo di hockey femminile sarà la 16a rassegna mondiale del torneo di hockey su prato e si svolgerà dal 15 al 30 agosto 2026 a Wavre, in Belgio e Amsterdam, in Paesi Bassi.
Si tratterà della quinto edizione dei mondiali di hockey che vede il Paesi Bassi come paese ospitante, dopo quelle del 1986, del 1998, del 2014, e del 2022 e si tratterà della prima edizione dei mondiali di hockey che vede il Belgio come paese ospitante.

## Candidatura
La International Hockey Federation ha annunciato il 15 giugno 2022 di aver ricevuto le seguenti cinque offerte per la Campionato mondiale di hockey su prato 2026. L’offerta vincente sarà annunciata nel novembre 2022.
- Victoria, Perth, Sydney, Queensland
- Potchefstroom
- Uruguay

Le due offerte seguenti vengono combinate con il Campionato mondiale maschile 2026:
- Wavre e  Amsterdam
- Potchefstroom

Nel novembre 2022 è stata assegnata alla Belgio e Paesi Bassi.

## Qualificazioni
Come nel 2018 e nel 2023, al torneo si sfideranno 16 squadre. Oltre ai padroni di casa, Belgio e Paesi Bassi, la squadra con la migliore classifica nelle stagioni 2023-24 e 2024-25 nel FIH Pro League e le cinque squadre continentali ricevono un posto automatico. Le altre 16 squadre si sfideranno per gli ultimi sette posti nelle Qualificazioni al Campionato mondiale.
| Data                            | Evento                       | Luogo                     | Squadra qualificata |
| ------------------------------- | ---------------------------- | ------------------------- | ------------------- |
| 3 novembre 2022                 | Paese ospitante              | Losanna, Svizzera         | Belgio Paesi Bassi  |
| 6 dicembre 2023-30 giugno 2024  | FIH Pro League 2023-24       | Vari                      | Germania            |
| 30 novembre 2024-29 giugno 2025 | FIH Pro League 2024-25       | Vari                      | Argentina           |
| 24 luglio-3 agosto 2025         | Coppa Panamericana           | Montevideo, Uruguay       | Stati Uniti         |
| 8-17 agosto 2025                | Campionato europeo           | Mönchengladbach, Germania |                     |
| 2025                            | Coppa delle Nazioni d'Africa | Accra, Ghana              |                     |
| 2025                            | Coppa d'Asia                 |                           |                     |
| 2025                            | Coppa d'Oceania              |                           |                     |
| Gennaio 2026                    | Torneo di qualificazione     |                           |                     |

## Formula
16 squadre vengono inserite in quattro gironi composti da 4 squadre ciascuno in cui ogni squadra affronta le altre appartenenti allo stesso girone. La prima di ogni gruppo si qualifica direttamente ai quarti, la seconda e la terza fanno uno spareggio con le seconde e terze classificate degli altri gironi. Le 4 squadre vincenti dei quarti di finale hanno accesso alle semifinali; le due vincenti delle semifinali partecipano alla finalissima per la medaglia d'oro, mentre le due perdenti disputano la finale 3º-4º posto che assegna la medaglia di bronzo.